# KFC Lentezon Beerse
Ne doit pas être confondu avec Clubs de football belges ayant évolué dans une division nationale#KFC Lentezon Beerse.
Maillots
Le KFC Lentezon Beerse est un club belge de football féminin situé à Beerse, dans la province d'Anvers.

## Palmarès
- Champion de Belgique D2 (1) : 1999
- Vice-Champion de Belgique D2 (1) : 1986

### Bilan
- 1 titre